# Anaspis hayashii
Anaspis hayashii is een keversoort uit de familie bloemspartelkevers (Scraptiidae). De wetenschappelijke naam van de soort is voor het eerst geldig gepubliceerd in 1953 door Chujo & Nakane.